# Ozyptila metschensis
Ozyptila metschensis es una especie de araña cangrejo del género Ozyptila, familia Thomisidae.

## Distribución
Esta especie se encuentra en Etiopía y África Oriental.